# Corrin (zespół muzyczny)
Corrin – amerykańska grupa muzyczna wykonująca melodic death metal. Zespół pochodził z Providence (Rhode Island), istniał w latach 1994–1996.

## Historia
Zespół założono w 1994 roku. Zespół nagrał w 1996 roku cztery niewydane utwory, które zostały opublikowane ostatecznie pod koniec 1998 roku jako płyta przez "Propaganda Machine" (Infidel Records) już po rozpadzie grupy. Płyta została udostępniona do pobrania przez byłego perkusistę Corrin – Briana Hulla. Jak przyznaje sam Hull, to jego osoba była przyczyną zakończenia działalności zespołu, jako że zdecydował się przenieść do Connecticut, aby być ze swoją dziewczyną.
W 1998 roku Jesse Leach oraz Joe Cantrell powołali do życia zespół Nothing Stays Gold.

## Skład
- Jesse Leach - śpiew
- Joe Cantrell - gitara, śpiew
- Chris Casali - gitara basowa
- Kris Vicini - gitara
- Brian Hull - perkusja (1995-1996)

Inni członkowie
- Derek Moniz - perkusja (1994-1995)

## Dyskografia
- Plutonian Shores (1996, Infidel Records)